# قصر العدل (بيروت)
قصر العدل في بيروت ويُطلق عليه اختصارًا قصر العدل أو قصر المحاكم، هو مبنًى حكومي تابع للسلطة القضائية، ويُعد مجمّعًا يقع في العاصمة اللبنانية، تم تشييده ضمن مؤسسة القضاء في البلاد.
يعتبر القصر، مقرًا للمحكمة العُليا اللبنانية ومحاكم محليّة أخرى. وتعدّ وزارة العدل المسؤولة المباشرة عن سيرورة وأداء قصر العدالة من حيث الإدارة والعنصر البشري ومسؤولة عن صيانة مباني قصور العدل ونظافتها المعنوية والمادية على كلّ الأراضي اللبنانية وترميمها من الداخل والخارج كمباني حكومية عمومية تمثل مؤسسة القضاء اللبنانية. مبنى قصر العدل اللبناني هو من تصميم المواطن اللباني فريد طراد، وهو مهندس معماري وكاتب في المجال المعماري والعمراني وفنان ورسام ونقابي ووزير لبناني سابق سنة 1958 وأستاذ هندسة جامعي من مواليد سنة 1901.

## الترميم
كل المباني والمنشآت خصوصا تلك المباني الوطنية أو الرمزية ذات أهمية جمالية وإدارية في مدينة ما تتطلب متابعة أعمال الصيانة لكي لا تتعرض للتهميش وتهتريء وتتقادم مرافقها الخدماتية في استقبال المواطنين، علاوة على أهمية منظرها العام في الواجهة كمبنى حكومي.
وفي هذا الإطار تعالت أصوات لبنانية تنتقد وضعية مبنى قصر العدل من حيث الشكل والمرافق كرمز للقضاء اللبناني، سعت الحكومة اللبنانية إلى عقد صفقة لترميم وإصلاح مرافق المبنى الحكومي.
وقد بوشر العمل في أشغال الترميم مطلع عام 2012، كلفت ميزانية الشعب اللبناني حوالي 19 مليون دولار. كان مقرراً أن تنهي الشركة التي وقعت العقد الذي التزمته الأشغال في غضون سنة ونصف سنة. لكن الأشغال استمرت لسبع سنوات إضافية مما زاد من حدة الانتقادات على المستوى الصحفي.

## طالع أيضًا
- قصر العدل (بوينس أيرس)
- قائمة أعلى القمم الجبلية في لبنان
- قائمة منتزهات بيروت
- قائمة شوارع بيروت